# Ernesto Pérez Donaz
Ernesto Pérez Donaz   (Cabra, 13 de juliol de 1875 - Barcelona, 1938)

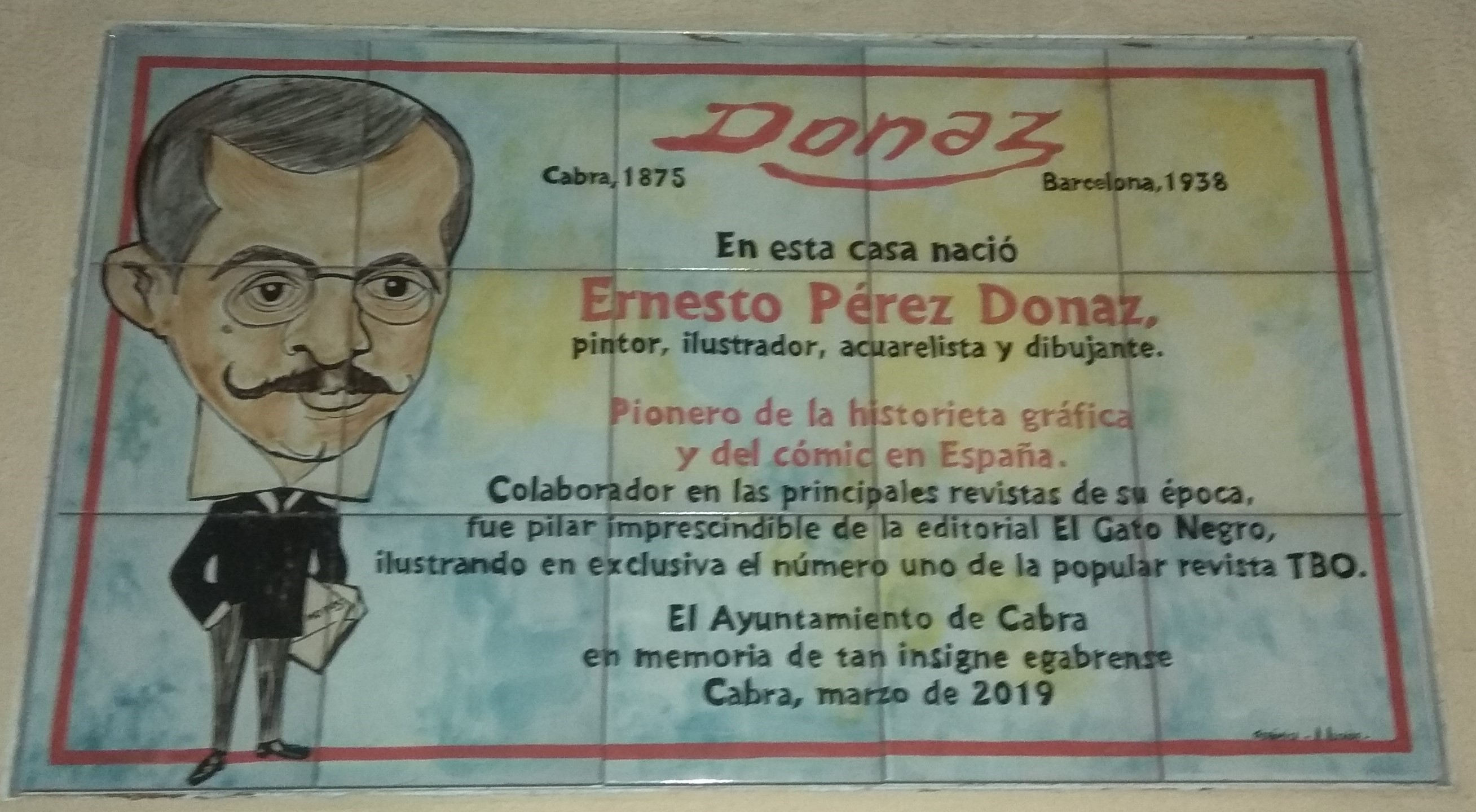
Rajola commemorativa situada a la casa natal d'Ernest Pérez a Cabra.

va ser un dibuixant de còmic, pintor i novel·lista. És conegut especialment per la seva trajectòria com a dibuixant de la revista de còmic TBO. El seu nom complet és Ernesto Juan Gualberto de la Santísima Trinidad Pérez y Donaz.

## Biografia
Donaz va néixer el 13 de juliol de 1875 a la població de Cabra, municipi de la província de Còrdova a la comunitat autònoma d'Andalusia. Va cursar estudis a la Escuela Especial de Pintura de Madrid on un dels seus professors va ser el pintor navarrès Enrique Sanz.
Es va presentar als certàmens dels anys 1897, 1899 de la Exposición Nacional de Bellas Artes sense que obtingués cap premi, però el 1906 es va tornar a presentar i li varen concedir una menció d'honor per una obra pictòrica en la qual hi havia pintat elements humorístics.
És considerat un dels precursors del còmic a Espanya, puix que malgrat que hi ha una certa controvèrsia entre si la primera revista de còmics va ser Monos o bé Dominguin, Donaz, hi va dibuixar a totes dues.
A la revista de còmic TBO, va dibuixar l'acudit que ocupa quasi tota la portada del primer número, en aquest ejemplar firma el dibuix de portada amb el seu segon cognom, Donaz i a les pàgines interiors signa amb el pseudònim Equis. Amb aquest pseudònim també signa al periòdic fundat el 1906 pel polític Alejandro Lerroux, El Progreso i a les anomenades revistas galantes. Per Joaquim Buigas, editor de TBO, es va encarregar dels quaderns Colección Gráfica TBO. D'altres editorials per les quals va treballar són E. Heras, El Gato Negro o Magín Piñol.
Fora del còmic va treballar a diferents revistes publicades a Madrid, satíriques com Madrid Comico, d'informació general Nuevo Mundo, o bé infantils Album de los Niños i com a novel·lista és l'autor de la col·lecció de fulletons Mano de Hierro,  editats el 1931 per l'editorial El Gato Negro.